# Баранов, Михаил Михайлович (самбист)
Михаил Михайлович Баранов (род. 14 августа 1953, Киров) — советский самбист и дзюдоист, чемпион и призёр чемпионатов СССР по самбо, призёр Кубка СССР по самбо, чемпион мира по самбо, победитель чемпионата дружественных армий по дзюдо, Заслуженный мастер спорта СССР по самбо. Тренер по самбо. Некоторые его ученики стали чемпионами СССР по самбо.

## Спортивные результаты
- Чемпионат СССР по самбо 1980 года — ;
- Чемпионат СССР по самбо 1981 года — ;
- Самбо на летней Спартакиаде народов СССР 1983 года — ;
- Чемпионат СССР по самбо 1984 года — ;

## Воспитанники
Под руководством Баранова тренировались Натик Багиров, Николай Цыпандин, Игорь Метлицкий, Эдуард Грамс, Владимир Емельянов, Владимир Япринцев.

## Семья
Сын Михаил — участник конкурса «Мистер мира — 2010» от Белоруссии, студент Белорусского государственного университета физкультуры. Увлекается дзюдо и горными лыжами.